# Purpuricenus ferrugineus
Purpuricenus ferrugineus là một loài bọ cánh cứng trong họ Cerambycidae.